# Berberis dictyophylla
Berberis dictyophylla är en berberisväxtart som beskrevs av Adrien René Franchet. Berberis dictyophylla ingår i släktet berberisar, och familjen berberisväxter. Utöver nominatformen finns också underarten B. d. epruinosa.
Berberis dictyophylla är en 1 till två meter hög buske med tre långa taggar vid varje ansvällning. Arten har små blad med blågrön ovansida och silverfärgad undersida. De unga växtskotten har en rödbrun färg. Mellan april och maj syns gula blommor. Berberis dictyophylla är uthärdlig mot vinterkyla.
Växtens ursprungliga utbredningsområde ligger i sydvästra Kina. Arten introducerades i Frankrike och Tyskland.